# Kuminskij
Kuminskij (in russo Куминский?) è un insediamento di tipo urbano della Russia siberiana occidentale situato nel distretto Kondinskij del Circondario Autonomo degli Chanty-Mansi.
Si trova nel bacino della Kuma, nella parte sud-ovest dell'oblast', a sud-ovest di Chanty-Mansijsk.